# What Men Want
What Men Want är en amerikansk romantisk komedifilm från 2019 i regi av Adam Shankman efter ett manus av Tina Gordon, Alex Gregory och Peter Huyck. Filmen, som hade amerikansk biopremiär den 8 februari 2019, är en lös nyinspelning av filmen Vad kvinnor vill ha, som hade biopremiär i december 2000. I huvudrollerna ses Taraji P. Henson och Tracy Morgan, tillsammans med bland andra Aldis Hodge, Josh Brener, Erykah Badu och Richard Roundtree.

## Handling
Filmen handlar om den framgångsrika sportagenten Ali Davis, som ofta blir ratad och förbisedd på sitt jobb av sina manliga kollegor. Men en dag, när Ali råkar ut för en olycka under en vild utekväll, kan hon helt plötsligt höra vad andra män tänker, vilket hon kommer att få god användning av i sitt jobb.

## Rollista (i urval)
| Taraji P. Henson     | – Ali Davis         |
| Aldis Hodge          | – Will Thomas       |
| Josh Brener          | – Brandon Wallace   |
| Erykah Badu          | – Syster            |
| Richard Roundtree    | – Skip Davis        |
| Tracy Morgan         | – Joe "Dolla" Barry |
| Shane Paul McGhie    | – Jamal Barry       |
| Pete Davidson        | – Danny             |
| Brian Bosworth       | – Nick Ivers        |
| Chris Witaske        | – Eddie             |
| Max Greenfield       | – Kevin Myrtle      |
| Jason Jones          | – Ethan Fowler      |
| Tamala Jones         | – Mari              |
| Wendi McLendon-Covey | – Olivia            |
| Phoebe Robinson      | – Ciarra            |
| Kellan Lutz          | – Kapten Fucktastic |

## Produktion
År 2017 kunde Paramount meddela, att man planerade att göra en nyinspelning, av Nancy Meyers film Vad kvinnor vill ha från 2000. Den 14 november 2017 stod det även klart, att Taraji P. Henson skulle spela den ledande huvudrollen i filmen. Den 2 februari 2018 skrev Adam Shankman på för att vara regissör för filmen. Max Greenfield och Tracy Morgan blev senare även rollsatta.
Musiken i filmen komponerades av Brian Tyler. Lakeshore Records släppte även ett soundtrack till själva filmen, som innehöll en rad olika hits, från 1990-talets största hiphop- och R&B-akter, bland andra grupperna Bell Biv DeVoe, Salt-N-Pepa, TLC, En Vogue och Destiny's Child.
Huvudfotograferingen av filmen påbörjades i Atlanta i mars 2018 och avslutades i juni samma år.